# Torstenssonkrieg

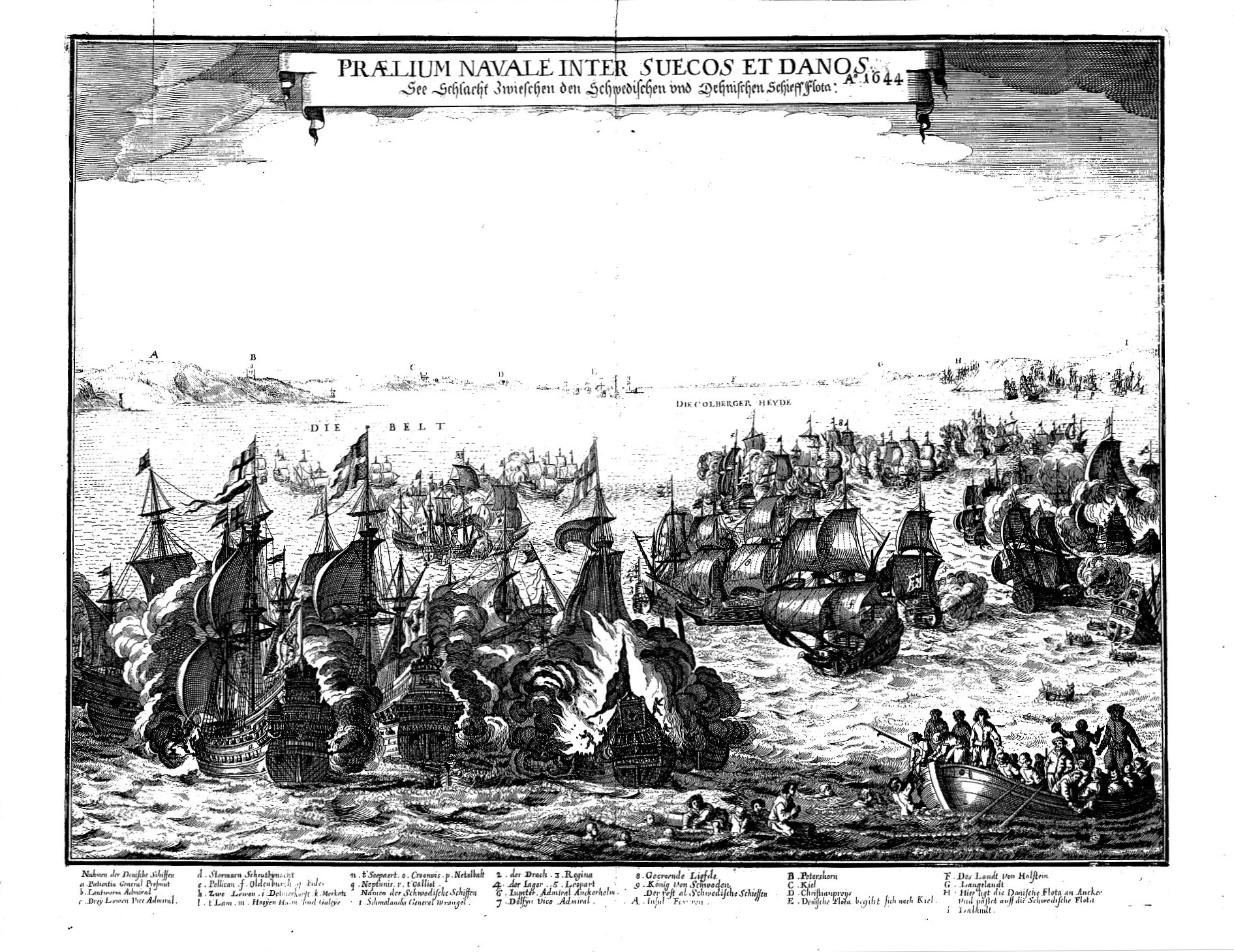
Seeschlacht vor Fehmarn im Oktober 1644. Johann Peter Lotichius: Theatrum Europaeum, Bd. 5. Frankfurt am Main, 1651, S. 564, Tafel 22.

Der Torstenssonkrieg, nach Hannibal Sehested auch Hannibalskrieg genannt, war ein militärischer Konflikt zwischen den Ostseemächten Schweden und Dänemark-Norwegen. Er dauerte von 1643 bis 1645, war Teil des Dreißigjährigen Krieges und endete mit der Niederlage Dänemarks. In der Folge musste Christian IV. die Schweden vom Sundzoll befreien und Gotland und Ösel an Schweden abtreten. Damit verlor Dänemark seine Rolle als dominante Macht in der Ostsee, die es seit der Auflösung der Kalmarer Union innegehabt hatte.

## Hintergrund
Durch die Niederlage des kaiserlichen Heeres in der Schlacht bei Breitenfeld im November 1642 hatte das zeitweise stark geschwächte Schweden seine Handlungsfähigkeit zurückerlangt. Nun sah es die Zeit gekommen, „Dänemark als lästigen Konkurrenten um das dominium maris Baltici […] (die Ostseeherrschaft) auszuschalten“. Daneben dürfte die Sorge, der „Erbfeind“ könne Schweden in den Rücken fallen und so die militärische Operation im Reich gefährden, sowie die stetige Erhöhung der Sundzölle, die eine erhebliche Belastung für die schwedische Wirtschaft bedeutete und daher das Missfallen des schwedischen Reichskanzlers Axel Oxenstierna auf sich gezogen hatte, eine nicht unwesentliche Rolle dabei gespielt haben. Ein wichtiges Kriegsziel war ferner das Verhindern einer dänischen Beteiligung beim Aushandeln der neuen Ordnung in Europa noch vor dem Beginn der Verhandlungen im Westfälischen Frieden. Schließlich war es vor allem die Vermittlerrolle des dänischen Königs, die der Abtretung Pommerns an die Schweden im Wege stand. Geplant war zunächst, Dänemark von mehreren Seiten gleichzeitig anzugreifen, was sich aber bereits zu einem frühen Zeitpunkt auf Grund der langsamen Kommunikationsgeschwindigkeit als schwer zu bewerkstelligen erweisen sollte.
Im deutschen Reich und in Frankreich sah man dem sich abzeichnenden Konflikt mit Sorge entgegen, wenn auch aus höchst unterschiedlichen Gründen. Im Reich war man keinesfalls an einer Niederlage der Dänen interessiert, bauten die kaiserlichen Friedensbemühungen doch auf die Vermittlerrolle des Dänenkönigs. In Frankreich fürchtete man, dass sich die Kaiserlichen durch den Abzug der schwedischen Truppen nun stärker auf das französische Invasionsheer konzentrieren könnten, das durch die schwere Niederlage in der Schlacht bei Tuttlingen ohnehin in Bedrängnis geraten war.

## Verlauf
Am 12. Dezember 1643 drang ein schwedisches Heer unter General Torstensson in Holstein ein, womit der Torstenssonkrieg seinen Anfang nahm. Die schwedischen Verbände stießen dabei schnell vorwärts. Bereits wenige Tage nach dem Überschreiten der Grenze war ganz Holstein von den Truppen Torstenssons besetzt und einen Monat später standen die Truppen des Grafen bereits vor Skagen, der nördlichsten Stadt Dänemarks, ohne auf größere Widerstände von Seiten der Dänen gestoßen zu sein.
Torstensson war bemüht, den Dänenkönig möglichst schnell zu schlagen, am besten noch bevor dieser überhaupt bemerkte, in welcher Situation er sich befand. In diesem Zusammenhang ist auch die arglistige Beteuerung Torstenssons zu verstehen, lediglich eine Bleibe für den Winter zu suchen, ehe er Dänemark Mitte Januar offiziell den Krieg erklärte. Weiter als Jütland sollte der Graf mit diesem Täuschungsmanöver allerdings nicht gelangen. Ein Übersetzen auf die Insel Fünen scheiterte am Eingreifen der dänischen Marine. Damit befand sich Torstensson in der gleichen Situation wie Wallenstein mehr als 15 Jahre zuvor. Die Dänen versuchten in dieser Situation die Schweden mit allen Mitteln vom Übersetzen abzuhalten. Ein Gelingen dieser Strategie hätte Schweden schlussendlich zum Abzug aus Jütland gezwungen.
Anfang Juli kam es zu einem vom Dänenkönig selbst befehligten Angriff auf die in der Kieler Förde ankernde Schwedische Flotte. Das als Seeschlacht auf der Kolberger Heide bezeichnete Gefecht brachte zwar keine Entscheidung, war aber insofern für Schweden eine Niederlage, als ein Auslaufen der Flotte verhindert worden war und damit auch die Möglichkeit, die schwedischen Truppen vom Festland auf die Inseln überzusetzen. Auch das Warten auf eine niederländische Hilfsflotte sollte sich als vergeblich erweisen.
Ende Juni trat dann, zum Erstaunen Schwedens, das Reich auf Seiten Dänemarks in den Krieg ein, in der Hoffnung, den Schweden eine entscheidende Niederlage beifügen zu können. Diese Intervention des Reichs verhinderte Torstenssons geplante Invasion auf Fünen. Aus einstigen Gegnern waren damit Verbündete geworden. Im August drang die kaiserliche Armee unter Matthias Gallas zusammen mit den Truppen Prinz Friedrichs, Fürstbischof von Bremen und Verden, in Holstein ein und eroberte Kiel für den dänischen König zurück. König Christian hatte Gallas auf ein schnelles Vordringen zur Kieler Förde gedrängt, um die dort noch eingeschlossene schwedische Flotte von Land aus mit Artillerie zu beschießen. Wenige Tage vor dem Eintreffen der Kaiserlichen waren die Schweden aber durch aufziehende Winde ungefährdet aus der Förde entwichen. An Land umging Torstensson die Kaiserliche Armee über den Stapelholmer Weg und zog sie mit sich nach Süden, während Carl Gustav Wrangel mit dem Rest der Schweden die verbleibenden dänischen Besatzungen auf dem Festland in Schach hielt. Torstenssons Aushungern der Kaiserlichen in Bernburg und der Sieg gegen ihre Kavallerie bei Jüterbog Ende des Jahres eliminierte die Gefahr des kaiserlichen Unterstützungsfeldzugs.
Unter Helmold von Wrangel unternahmen die Schweden im Herbst 1644 einen Entlastungsangriff, der vor allem die Elbmarschen traf. Ende Oktober 1644 schlug dann eine schwedisch-niederländische Flotte die Dänen bei Fehmarn. Von den dänischen Schiffen gelang lediglich zweien die Flucht, womit einer schwedischen Invasion nichts mehr im Wege stand. Damit war der Krieg im Wesentlichen entschieden.

## Folgen
Um eine Invasion der Schweden zu verhindern, erklärte sich Christian IV. schließlich zu Friedensgesprächen bereit, wobei ihm die Konkurrenz seiner Feinde untereinander einen unverhofften Vorteil verschaffte, „denn die Niederländer […] hatten lieber ein schwaches Dänemark als Türwächter am Öresund als ein starkes Schweden, das auf dem Sprung war, die angestrebte Ostseehegemonie zu erringen“. Diese Tatsache war schließlich der Grund, weswegen sich die Generalstaaten gegen die von Schweden vorgeschlagene Zerschlagung Dänemarks und die Aufteilung der Territorien aussprachen.
Am 23. August 1645 wurde der Frieden von Brömsebro geschlossen, der für die Dänen zwar nicht derart katastrophal ausfiel, wie zunächst befürchtet, der aber dennoch harte Friedensbedingungen beinhaltete. Die Schweden wurden von dem Sundzoll befreit und erhielten einige norwegische Provinzen. Daneben musste Dänemark Gotland und Ösel abtreten und den Schweden die Provinz Halland für 30 Jahre verpfänden, womit aus schwedischer Sicht die Demütigung durch den „Knebelfrieden von Knaröd“ ihre gerechte Sühnung erfuhr.
Damit verlor Dänemark seinen norddeutschen Einflussbereich, seine Rolle als Hegemon im Baltischen Meer, wie auch seine Rolle als bedeutsame internationale Macht, weswegen man den Frieden von Brömsebro als folgenreiche Zäsur in der Geschichte Dänemarks betrachten kann.
Durch diese Machtdemonstration konnten die Schweden die Hofburg zudem dazu zwingen, endlich ernstlich mit ihnen zu verhandeln. Auch die Vermittlerrolle der Dänen, die den Schweden stets missfallen hatte, war dadurch eliminiert. Nur kurz nach dem für Dänemark nur schwer ertragbaren Friedensschluss von Brömsebro starb am 28. Februar 1648 Christian IV. nach sechzigjähriger Herrschaft über Dänemark und Norwegen. Sein Nachfolger sollte sein dritter Sohn Friedrich III. werden.